# Cyamidia
Cyamidia is een geslacht van uitgestorven zee-egels uit de familie Fibulariidae.

## Soorten
- Cyamidia nummulitica (Duncan & Sladen, 1884) †